# Gustav Baum (Manager)
Gustav Walter Ludwig Baum (* 2. Juni 1892 in Erndtebrück; † 26. März 1976 in Freetown, Sierra Leone) war ein deutscher Manager und Syndikus.

## Leben
Er wuchs in Westfalen auf und war der Sohn des Kaufmanns Louis Baum und dessen Ehefrau Emilie geborene Berger. Nach dem Besuch des Realgymnasiums in Dortmund, wo er 1910 das Abitur ablegte, ging er unmittelbar zum Militär und wurde Fahnenjunker in Metz. Von Herbst 1910 bis Sommer 1911 besuchte Gustav Baum die Kriegsschule in Engers. Im August 1911 wurde er zum Leutnant befördert. Er nahm am Ersten Weltkrieg teil und war beim Generalstab eingesetzt. Nach Kriegsende wurde er 1919 in den Generalstab einer Grenzschutzdivision übernommen und erlebte im Herbst des gleichen Jahres als Hauptmann im Großen Generalstab dessen Auflösung im Reichswehrministerium.
Gustav Baum wurde im Mai 1920 zum Geschäftsführer der Fachgruppe Holzbau und Holzveredlungsindustrie im Reichsverband der Deutschen Industrie ernannt. Dieser Reichsverband wurde später in den Wirtschaftsverband umgewandelt und Gustav Baum stieg zum Syndikus und geschäftsführenden Vorstand auf. 1934 wurde er Hauptgeschäftsführer der Wirtschaftsgruppe Holzverarbeitende Industrie und zusätzlich ab dem Jahre 1935 auch Leiter der Prüfungsstelle Holzverarbeitende Industrie. In diesen leitenden Funktionen blieb er bis 1945 und wurde dies auch nach dem Krieg 1948, nunmehr als Hauptgeschäftsführer, Syndikus und geschäftsführendes Präsidiumsmitglied im Hauptverband der Deutschen Holzindustrie und verwandter Industriezweige e. V. 1962 legte er aus Altersgründen diese Funktionen nieder. Er starb 1976 in Sierra Leone.
Gustav Baum war zum 1. Mai 1933 der NSDAP beigetreten (Mitgliedsnummer 2.633.299) und gehörte der SA-Reserve an. Im Zweiten Weltkrieg war er von 1941 bis 1943 im Generalstab eingesetzt.
Er lebte in Berlin-Wannsee II, Grüner Weg 21 und nach dem Zweiten Weltkrieg in Wiesbaden.

## Familie
Gustav Baum hatte die beiden Söhne Hans-Waldemar und Hans-Joachim.

## Ehrungen
- Eisernes Kreuz, I. und II. Klasse
- Bayerischer Militärverdienstorden IV. Klasse
- Bundesverdienstkreuz 1. Klasse 1954